# Neaneflus brevispinus
Neaneflus brevispinus är en skalbaggsart som beskrevs av Chemsak 1962. Neaneflus brevispinus ingår i släktet Neaneflus och familjen långhorningar. Inga underarter finns listade i Catalogue of Life.